# مریخی (فیلم)
مریخی (انگلیسی: The Martian) فیلمی علمی تخیلی به کارگردانی ریدلی اسکات و با بازی مت دیمون است که در ۲۰۱۵ منتشر شد. فیلم‌نامهٔ آن را درو گادرد بر اساس رمان مریخی نوشتهٔ اندی ویر در سال ۲۰۱۱ اقتباس کرد. این فیلم به داستان فضانوردی می‌پردازد که در مریخ جا مانده‌است و کوشش او برای زنده ماندن و تلاش‌های ناسا برای بازگرداندن او به زمین را به تصویر می‌کشد. جسیکا چستین، کریستن ویگ، جف دانیلز، مایکل پنیا، شان بین، کیت مارا، سباستین استن، اکسل هنی، مک‌کنزی دیویس، بندیکت وانگ، دونالد گلاور، چن شو، ادی کو، و چیویتل اجیوفور نیز در این فیلم ایفای نقش کرده‌اند.
این فیلم که توسط کمپانی فاکس قرن بیستم تولید شده، محصول مشترک بریتانیا و ایالات متحده است. تهیه‌کننده سیمون کینبرگ پس از آنکه فاکس این رمان را در مارس ۲۰۱۳ انتخاب کرد، شروع به توسعه فیلم کرد، که در نهایت توسط درو گادرد به فیلم‌نامه اقتباس شد و در ابتدا برای کارگردانی آن به پروژه پیوست، اما روند به جلو نرفت. ریدلی اسکات جایگزین گادرد به عنوان کارگردان شد و با حضور دیمون در نقش اصلی، تولید آن تأیید شد. فیلم‌برداری در نوامبر ۲۰۱۴ آغاز شد و تقریباً هفتاد روز به طول انجامید. بیست مکان فیلم بر روی یکی از بزرگترین صحنه‌های جهان در بوداپست ساخته شد. وادی رم در اردن نیز برای فیلمبرداری صحنه‌ها مورد استفاده قرار گرفت.
مریخی در ۱۱ سپتامبر ۲۰۱۵ در جشنواره بین‌المللی فیلم تورنتو ۲۰۱۵ به نمایش درآمد و افتتاحیهٔ لندن آن در ۲۴ سپتامبر ۲۰۱۵ برگزار شد. این فیلم در ۳۰ سپتامبر ۲۰۱۵ در بریتانیا و در ۲ اکتبر ۲۰۱۵ در ایالات متحده به صورت دوبعدی، سه‌بعدی، آی‌مکس سه‌بعدی و چهاربعدی اکران شد. این فیلم نقدهای مثبتی را دریافت کرد و بیش از ۶۳۰ میلیون دلار در سراسر جهان فروخت و به پرفروش‌ترین فیلم اسکات تا به امروز و همچنین دهمین فیلم پرفروش سال ۲۰۱۵ تبدیل شد. مریخی در زمینهٔ کارگردانی، جلوه‌های بصری، موسیقی، فیلم‌نامه، دقت علمی و محبوبیت، و همچنین اجرای دیمون، مورد تحسین قرار گرفت. این فیلم جوایز متعددی از جمله گلدن گلوب بهترین فیلم موزیکال یا کمدی را دریافت کرد و نامزد دریافت هفت جایزهٔ اسکار از جمله بهترین فیلم و بهترین فیلم‌نامه اقتباسی شد. دیمون برنده جایزه گلدن گلوب بهترین بازیگر مرد – فیلم موزیکال یا کمدی و نامزد جوایز متعددی از جمله اسکار و بفتای بهترین بازیگر مرد شد.

## داستان فیلم

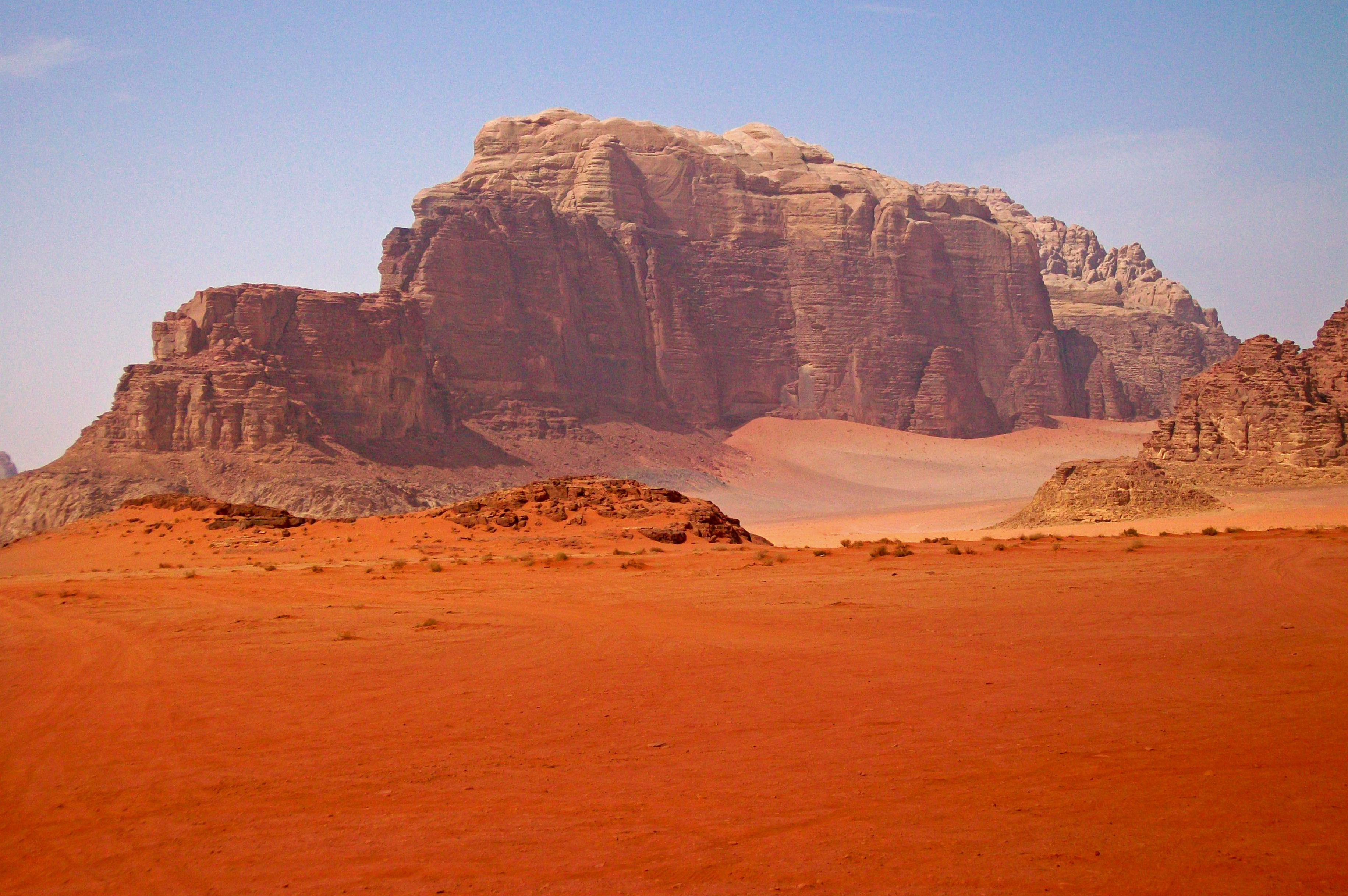
وادی رام در اردن ، یکی از مکان های فیلمبرداری فیلم

گروهی فضانورد که شش نفر هستند، برای مأموریتی فضایی به نام اریس ۴ به سیاره مریخ فرستاده شده‌اند که مأموریت آن‌ها ۳۱ روز خواهد بود اما با اتفاق افتادن طوفانی سهمگین گروه فضایی مجبور به لغو عملیات شده و در روز ۱۸ بازمی‌گردند. هنگام بازگشت، مارک در طوفان گیر کرده و با تکه فلزی آنتن زخمی شده و از هوش می‌رود؛ همین امر باعث می‌شود سیستم علائم حیاتی او از کار بیفتد و دوستان او فکر کنند که او مرده‌است. فردای آن روز مارک به هوش آمده و متوجه می‌شود که دوستان او رفته‌اند اما او ناامید نشده و به فکر نجات خود می‌افتد. او باید تمام قابلیت‌های خود را به‌کار بگیرد تا به مرکز کنترل پرواز در کرهٔ زمین وضعیت خود را اطلاع داده و تقاضای کمک بکند. درحالی‌که برای بقای خود در مریخ و زنده ماندش درگیر مشکلات است، ناگهان دچار حادثه می‌شود. دوستانش برای نجاتش تلاش می‌کنند و با کمک نبوغش اتفاقات جالبی برایش رقم می‌خورد. این گونه می‌شود که مارک از اطلاعات گیاه‌شناسی خود که یک گیاه‌شناس نیز است، استفاده کرده و بااستفاده از خاک مریخ، کشاورزی کرده و برای خود سیب زمینی تهیه می‌کند.
سازمان ناسا نیز با استفاده از تصاویر ماهواره‌ای درمی‌یابد که او هنوز زنده است. از آن پس سازمان ناسا تلاش‌های بسیاری برای نجات مارک انجام می‌دهد که با مشکلات فنی زیادی روبرو می‌شود طوری که حاضر می‌شود برای رساندن غذا به مارک یک راکت را پیش از بازرسی کلی فنی جهت جلوگیری از اتلاف وقت به فضا بفرستد ولی قبل از خروج از جو منفجر می‌شود چرا که در محاسبات دقت نکرده بودند و در نهایت بدون فداکاری هم تیمی‌های مارک (گروه فضایی)، این عملیات نجات قابل انجام نبود. در پایان مارک با سختی و مشقت بسیار از مریخ خارج شده و به آغوش دوستانش بازمی‌گردد.

## بازیگران
- مت دیمون
- جسیکا چستین
- کریستن ویگ
- جف دانیلز
- مایکل پنیا
- شان بین
- کیت مارا
- سباستین استن
- اکسل هنی
- مک‌کنزی دیویس
- بندیکت وانگ
- دونالد گلاور
- چن شیو
- ادی کو
- چیویتل اجیوفور